# 개심사 (서산시)
개심사(開心寺)는 충청남도 서산시 운산면 상왕산에 있는 조계종의 사찰이다.

## 역사
654년(백제 의자왕 14년) 혜감이 창건하여 원래 개원사라고 이름 지었다. 1350년(고려 충정왕 2년) 처능이 중건하면서 개심사로 개명하였다. 1475년 중창, 1740년 중수했으며, 1955년 전면 보수했다.

## 소장 문화재

### 보물
- 서산 개심사 대웅전 - 보물 제143호
- 서산 개심사 영산회괘불탱 - 보물 제1264호
- 서산 개심사 오방오제위도 및 사직사자도 - 보물 제1765호
- 서산 개심사 제석·범천도 및 팔금강·사위보살도 - 보물 제1766호
- 달마대사관심론 목판 - 보물 제1915호
- 달마대사혈맥론 목판 - 보물 제1916호
- 서산 개심사 목조아미타여래좌상 - 보물 제1619호

### 충청남도 지정문화재
- 서산 개심사 명부전 - 충청남도의 문화재자료 제194호
- 서산 개심사 심검당 - 충청남도의 문화재자료 제358호

## 갤러리

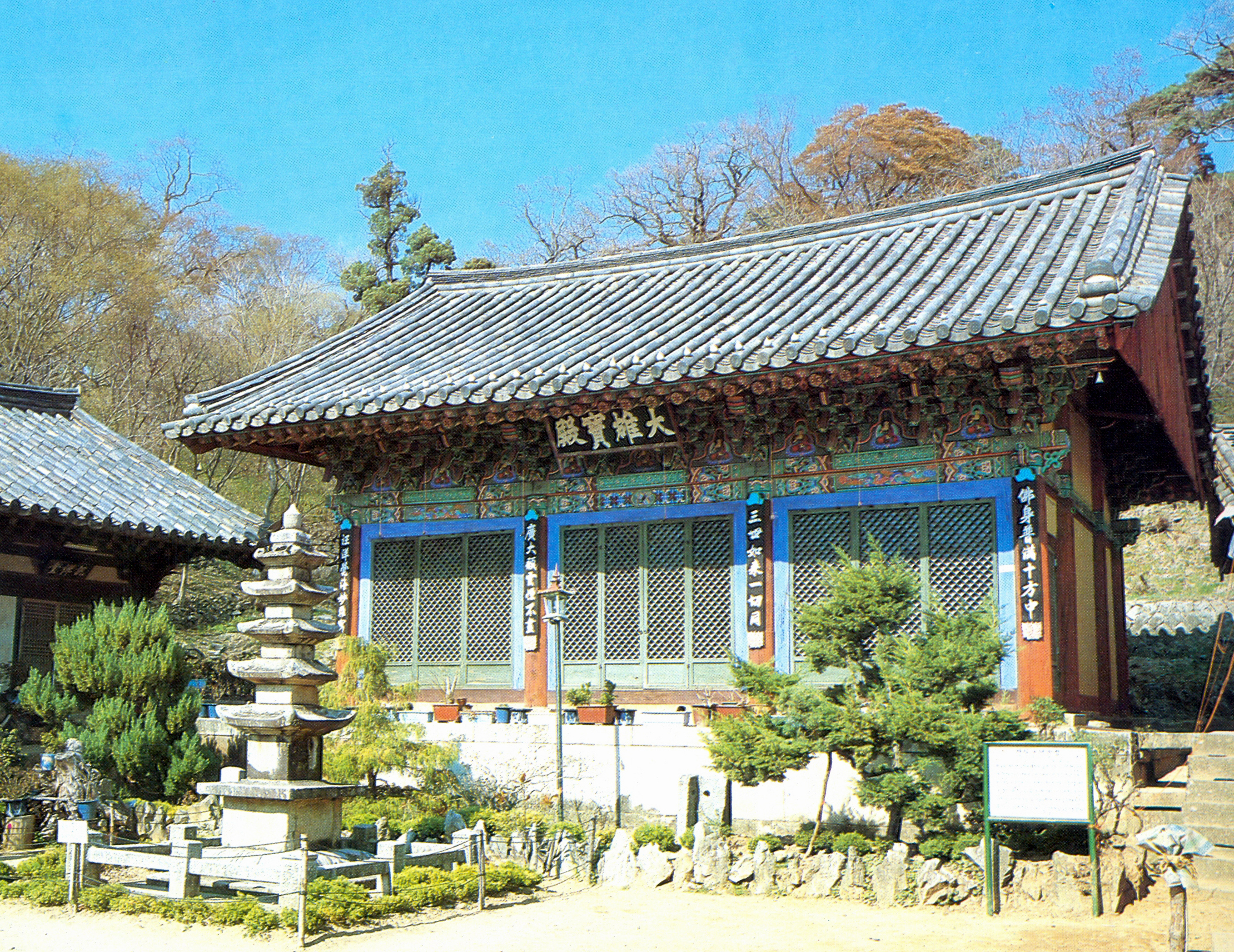
[서산 개심사 대웅전]
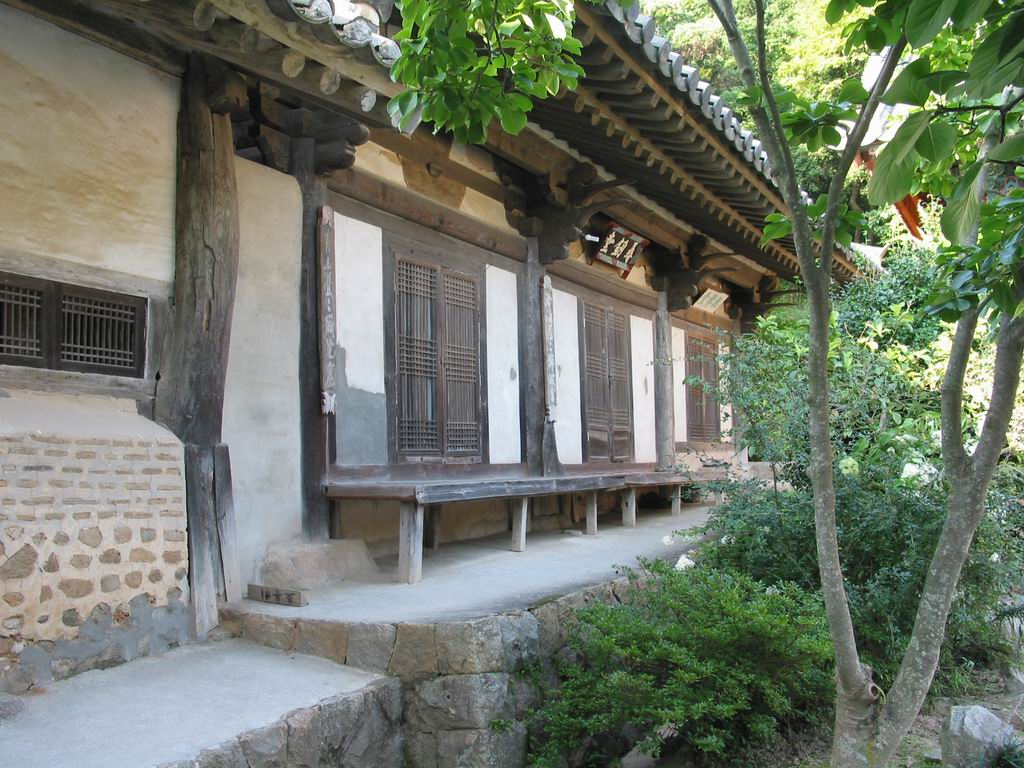
서산 개심사 심검당
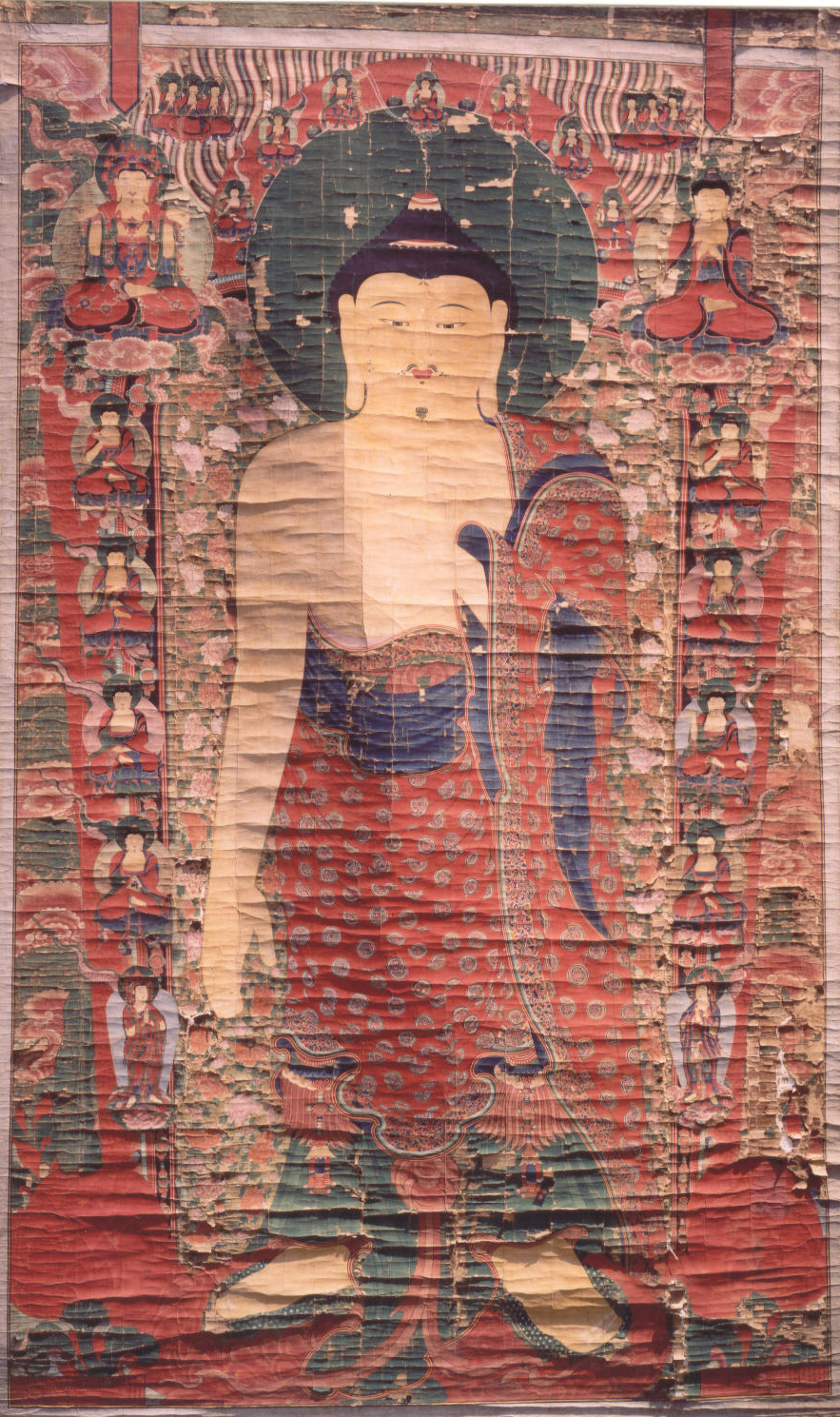
서산 개심사 영산회괘불탱
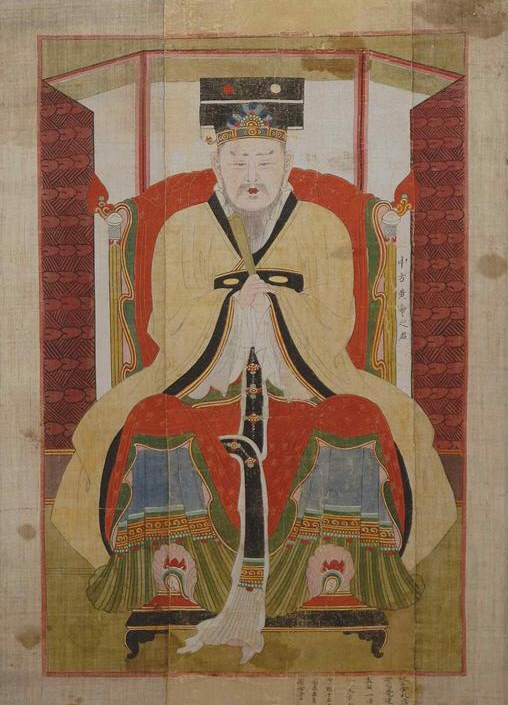
서산 개심사 오방오제위도 및 사직사자도
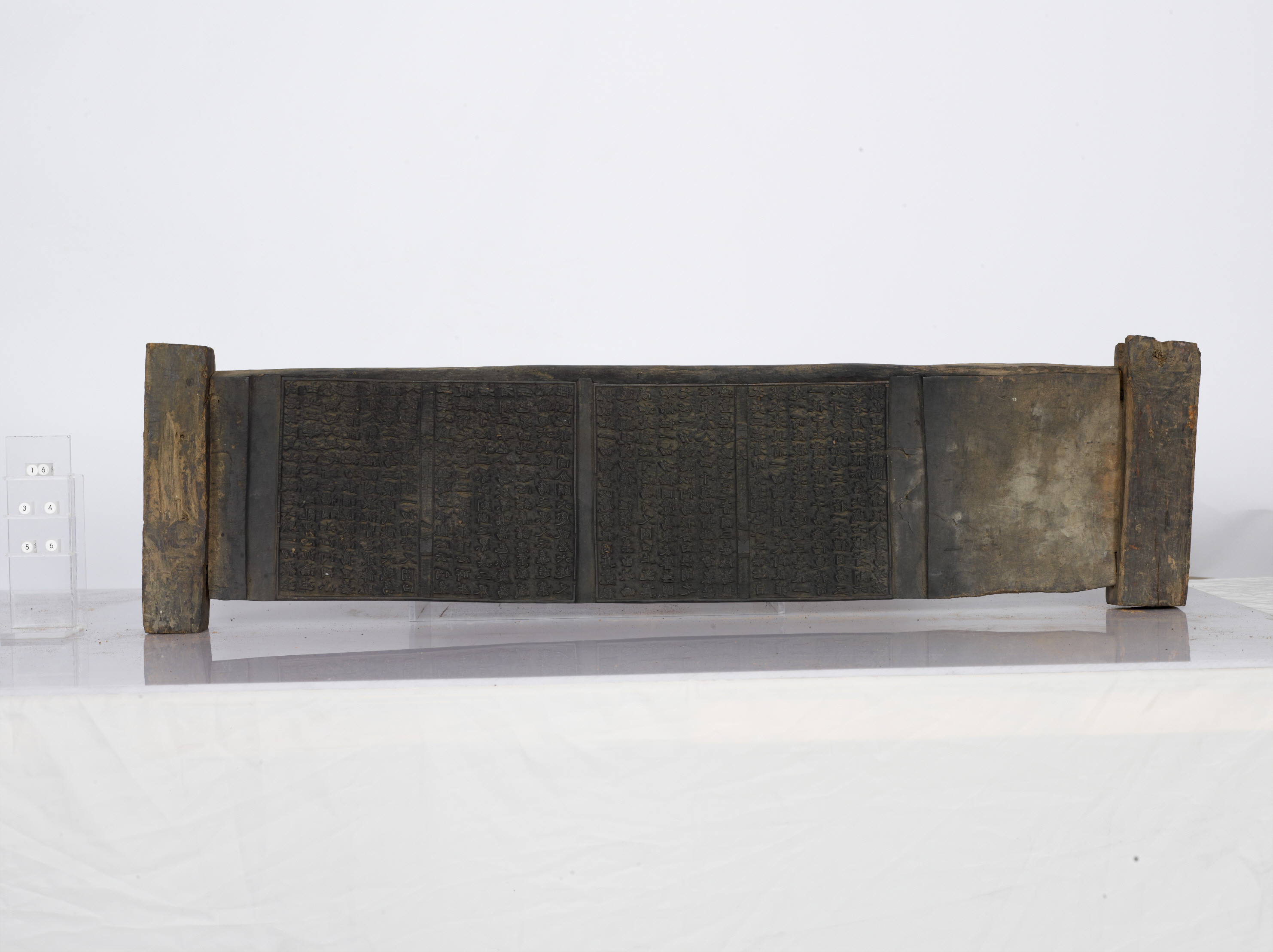
달마대사관심론 목판
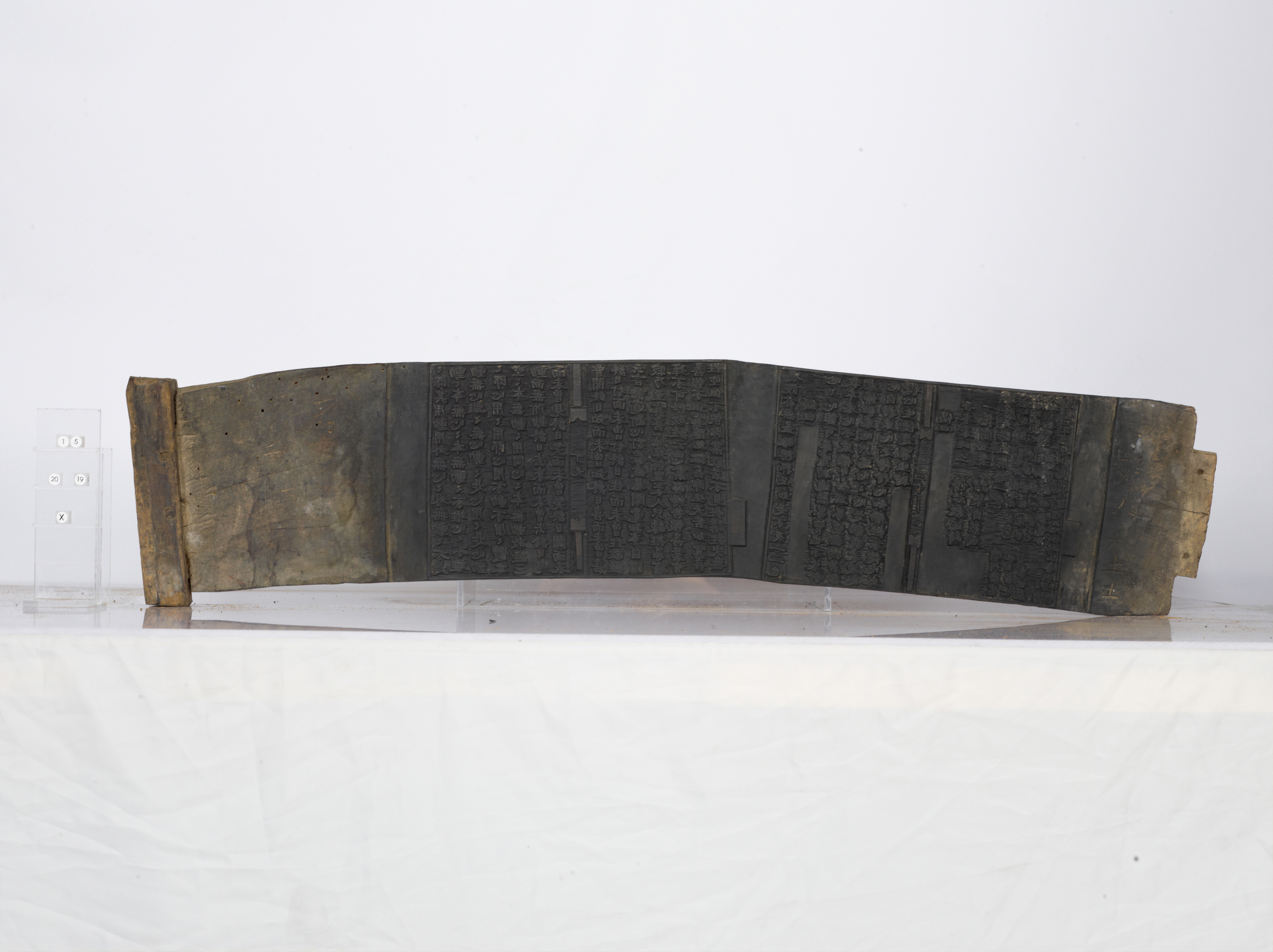
달마대사혈맥론 목판

## 참고 자료
- 이 문서에는 다음커뮤니케이션(현 카카오)에서 GFDL 또는 CC-SA 라이선스로 배포한 글로벌 세계대백과사전의 내용을 기초로 작성된 글이 포함되어 있습니다.